# Philippe Derchain
Philippe Derchain, né le 24 juillet 1926 à Verviers (Belgique) et mort le 3 octobre 2012 à Cologne (Allemagne), est un égyptologue belge.

## Biographie
Philippe Derchain a enseigné en tant que maître de conférences d'égyptologie à l'université de Strasbourg et comme professeur d'égyptologie à l'université de Cologne et à l'université libre de Bruxelles.

## Apports scientifiques
Philippe Derchain est un spécialiste internationalement reconnu de la religion et de la littérature égyptiennes anciennes. Il est notamment le premier égyptologue à avoir adapté les méthodes du structuralisme à l'étude de la religion égyptienne, créant ainsi à Cologne et à Bruxelles une école scientifique qui inspira de nombreux chercheurs,. Dans ce cadre, il conçut les concepts de « lexique » et de « syntaxe » du temple, permettant d'analyser les scènes rituelles décorant les parois des temples égyptiens des époques grecque et romaine comme des unités sémantiques se structurant selon des principes syntaxiques pour composer le discours cohérent qui assurait le fonctionnement efficace du rituel .

## Publications (sélection)
- Le tombeau d'Osymandyas et la maison de la vie à Thèbes, collection « Nachrichten der Akademie der Wissenschaften in Göttingen », Göttingen : Vandenhoeck & Ruprecht, 1965, (OCLC 751430728)
- Avec Walter Verschueren, Les monuments religieux à l'entrée de l'ouady Hellal, collection « Elkab » 1 ; Publications du Comité des fouilles belges en Égypte, Bruxelles : Fondation égyptologique Reine Élisabeth, 1971, (OCLC 165030099)
- Avec Ursula Verhoeven : Le voyage de la déesse libyque : ein Text aus dem "Mutritual" des Pap. Berlin 3053, collection « Rites égyptiens » 5, Bruxelles : Fondation égyptologique Reine Élisabeth, 1985, (OCLC 174312695)
- Le dernier obélisque, Bruxelles : Fondation égyptologique Reine Élisabeth, 1987, (OCLC 716003054)
- Les impondérables de l'hellénisation : littérature d'hiérogrammates, [Bruxelles] : Fondation égyptologique Reine Élisabeth ; Turnhout : Brepols, 2000  (ISBN 2-503-51025-6)
- « Ménès, le roi Quelqu'un », Revue d'égyptologie, no 18,‎ 1966, p. 31-36
- « Mythes et dieux lunaires en Égypte », dans: La lune, mythes et rites, Paris : Le Seuil, 1962
- Le Papyrus Salt 825, rituel pour la conservation de la vie, Bruxelles, 1964-1965
- « L'atelier des orfèvres à Dendara et les origines de l'alchimie », Chronique d'Égypte, vol. 65, no 130,‎ 1990, p. 219-242.

## Littérature
- Ursula Verhoeven et Erhart Graefe, Religion und Philosophie im alten Ägypten. Festgabe für Philippe Derchain zu seinem 65. Geburtstag am 24. Juli 1991, Leuven, 1991  (ISBN 90-6831-337-1)
- Michèle Broze et Phillippe Talon, L'atelier de l'orfèvre. Mélanges offerts à Ph. Derchain, Leuven, 1992  (ISBN 90-6831-420-3)